# Nakaharanus sagittarius
Nakaharanus sagittarius är en insektsart som beskrevs av Kae Kyoung Kwon och Lee 1979. Nakaharanus sagittarius ingår i släktet Nakaharanus och familjen dvärgstritar. Inga underarter finns listade i Catalogue of Life.